# 1114-es mellékút (Magyarország)
Az 1114-es számú mellékút egy négy számjegyű, valamivel több, mint 4 kilométeres hosszúságú mellékút Pest vármegyében, a Szentendrei-szigeten. Jelentősége abban áll, hogy ez az egyetlen országos közút, amely keresztben átszeli a Szentendrei-szigetet, így segít kapcsolatot tartani az ott, valamint a Duna jobb és bal partján fekvő települések között.

## Nyomvonala
Tahitótfalu Tahi településrészénél ágazik ki a 11-es főútból. Végighalad a Szentendrei-Duna fölött átívelő Tildy hídon, majd beér Tahitótfalu tótfalui településrészébe. Ott egy rövid szakaszon közös nyomvonalon halad az 1113-as úttal, beletorkollik a 11 611-es út, majd keleti irányban halad tovább. Nem sokkal a 4+000 kilométerszelvénye után éri el a Vác–Tahitótfalu-kompjárat felhajtó állomását és ott véget ér. Folytatása a túlparton (Vácott) a 2-es főútig vezető 12 303-as út.